# ミールプール・ハース
ミールプール・ハースは、 (Mirpur Khas、ウルドゥー語・シンド語：میرپور خاص) は、パキスタンのシンド州の都市。ミールプール・ハースは「マンゴーの街」とも呼ばれるほどマンゴー栽培で知られており、1955年以来、毎年マンゴー・フェスティバルが開催されている。